# Rocznik lubiński

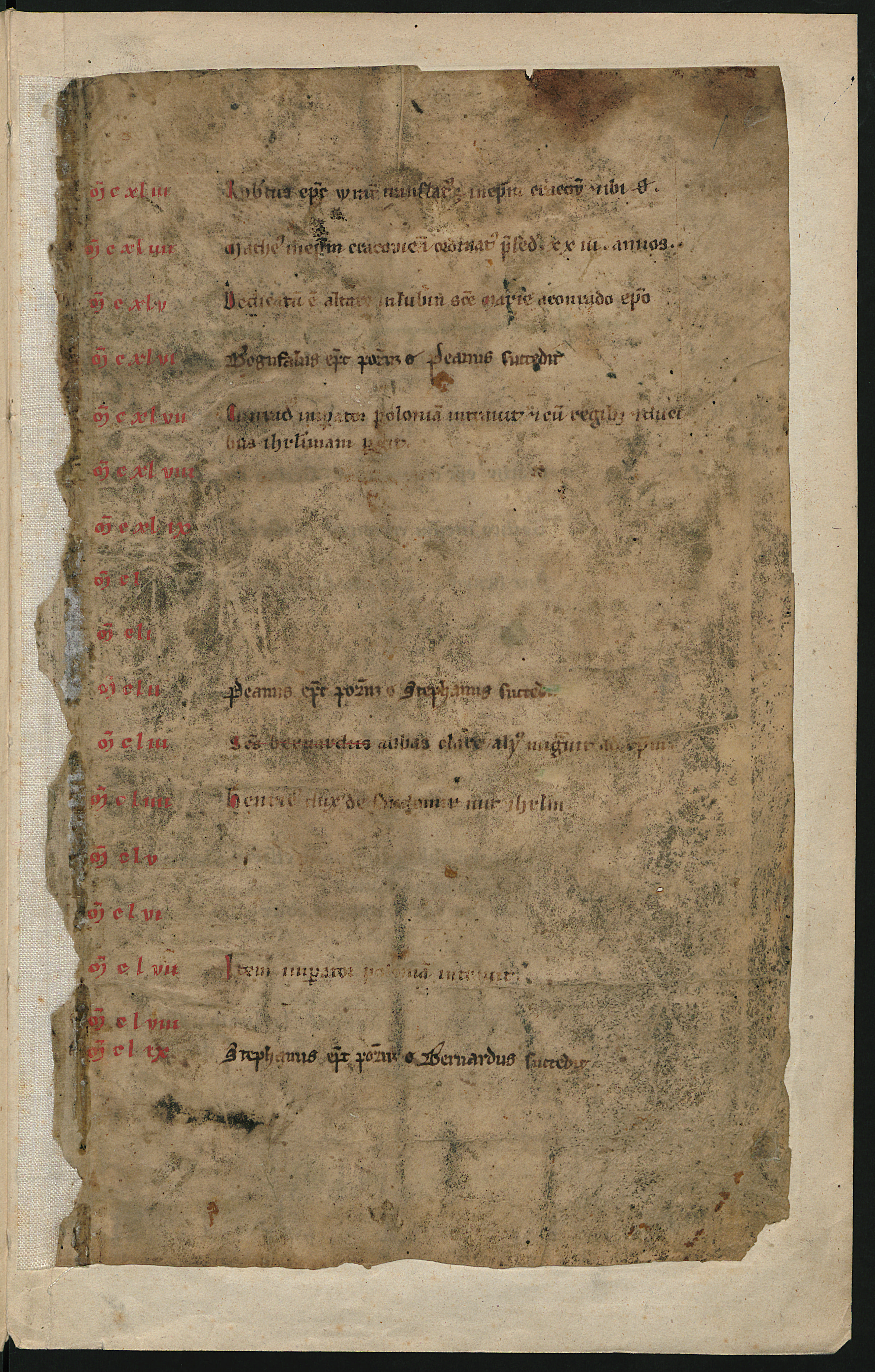
Rocznik lubiński. Rękopis berliński – karta pierwsza, strona pierwsza.

Rocznik lubiński (łac. Annales Lubinenses) – rocznik obejmujący lata 1142-1274, zapisany w XIII wieku w opactwie benedyktynów w Lubiniu, zaliczany do zbioru tzw. roczników wielkopolskich i uważany za prawdopodobnie najstarszy zabytek historiografii polskiej, który zachował się w oryginale.
Trzynastowieczny rękopis, będący autografem rocznika, napisany przez dwóch anonimowych autorów, został odkryty w XIX wieku przez niemieckiego uczonego Georga Heinricha Pertza w Berlinie na wyklejce starodruku z biblioteki lubińskiej. Ponieważ tekst został w wielu miejscach uszkodzony, w XX wieku przeprowadzono badania rękopisu przy użyciu nowoczesnych technik i odtworzono niektóre pierwotne zapisy.

## Rękopis
Rękopis składa się z dwóch kart pergaminowych. Pierwsza jest większa, ma wymiary 27,5 × 17,7 cm. Druga zachowała się w formie szczątkowej – jako pionowy wycinek ze środka karty kodeksowej – o wymiarach 16,4 × 4,6 cm. Pierwotnie druga karta miała wymiary pierwszej. Prawdopodobnie tekst rocznika zajmował cztery karty, z których zachowały się dwie.
Obie karty zostały gęsto poliniowane. Liniami pionowymi wyznaczono z lewej strony margines, a dalej miejsce na daty roczne, po prawej stronie zaś drugi margines. Pośrodku zostawiono dużo miejsca na tekst notatek, oddzielonych poziomymi liniami – na każdą notatkę dwa wiersze, wyjąwszy dwa ostatnie wpisy u doły pierwszej karty.
Cyfry roczne i litery niedzielne oraz lata przestępne nakreślone zostały cynobrem. Pierwsze litery poszczególnych zapisek zostały porubrykowane. Nie wszystkim datom przypisano notatki, część miejsc przeznaczonych na zapiski pozostała pusta.
Karty zostały zapisane dwiema rękami. Pierwszy autor pisał równą minuskułą duktem wczesnogotyckim, charakterystycznym dla XIII-wiecznych szkół kaligraficznych. Wpisy drugiego autora różnią się od poprzedniego nieco gęstszym, grubszym i niższym rysunkiem liter. Obaj pisarze wypełniali wolne miejsca w rubrykach notatkami historycznymi.
Na kartach widnieje też kilka luźnych dopisków z XV wieku, w tym nota własnościowa zapisana do góry nogami: Iste liber est Lubinensis monasterii.
Około roku 1500 karty pergaminowe z Rocznikiem posłużyły za wyklejkę okładziny pewnej książki drukowanej. Wklejono je tekstem do góry nogami. W klasztorze zapomniano o Roczniku. Nie znali go późniejsi kronikarze opactwa lubińskiego – Tomasz ze Zbrudzewa (XVI wiek), Bartłomiej z Krzywinia (XVII wiek) i Stanisław Kieszkowski (początek XIX wieku).
W roku 1834 władze pruskie dokonały kasaty opactwa. Cztery lata później część książek z biblioteki klasztornej przewieziono do Berlina. Zbiór ten przeglądał i katalogował niemiecki uczony Georg Heinrich Pertz, który od 1842 pełnił funkcję dyrektora Królewskiej Biblioteki w Berlinie. Odkrył on Rocznik, odkleił go od starodruku i wpisał na stan biblioteki pod sygnaturą Ms lat. Fol. 321, stąd rękopis Rocznika lubińskiego zwany jest Rękopisem berlińskim.
Podczas II wojny światowej rękopis ewakuowano z Berlina do Tybingi. Przez kilkadziesiąt lat znajdował się w zbiorach tamtejszej Biblioteki Uniwersyteckiej, oficjalnie jako depozyt. Po zjednoczeniu Niemiec rękopis przeniesiono do zbiorów Biblioteki Państwowej w Berlinie, w której przechowywany jest pod dawną sygnaturą.

## Wydania

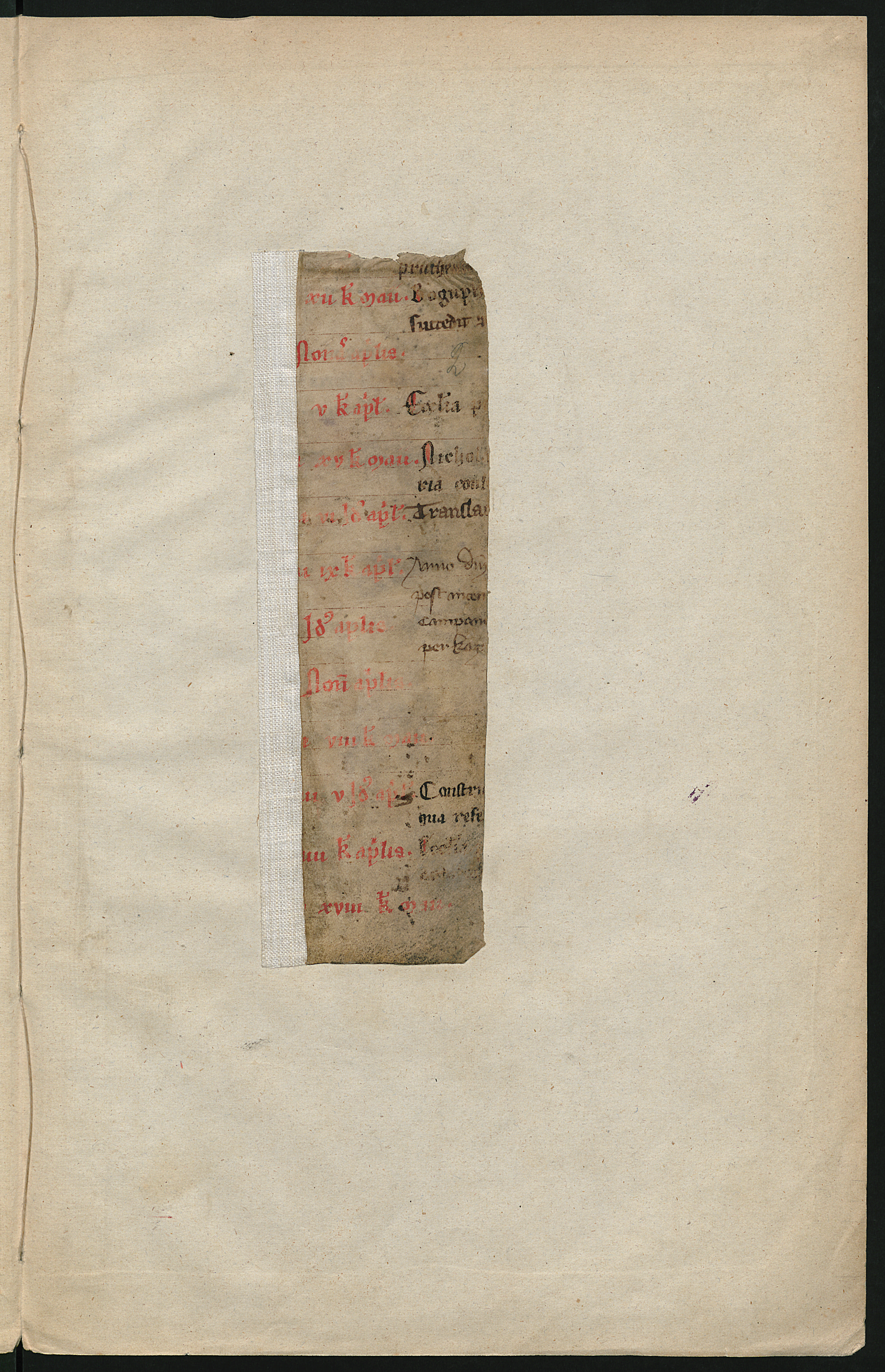
Rocznik lubiński. Rękopis berliński – karta druga, strona pierwsza.

Pierwsze, cząstkowe wydanie rocznika sporządzili niemieccy historycy Richard Roepell i Wilhelm Arndt w 1866 roku, umieszczając Rocznik Lubiński w zespole Annales Poloniae w dziewiętnastym tomie serii Scriptores w ramach Monumenta Germaniae Historica. Opracowali oni zapiski z pierwszej karty, które datowali na lata 1143-1175. W tym samym roku Georg Heinrich Pertz przedrukował to wydanie w serii Scriptores rerum Germanicarum in usum scholarum tego wydawnictwa.
Polski uczony August Bielowski zbadał w Berlinie Rocznik w roku 1857 i sporządził litografie rękopisu. Zwrócił uwagę na niewydaną przez niemieckich kolegów drugą kartę dzieła, a następnie w 1872 roku opublikował całość tekstu w drugim tomie serii Monumenta Poloniae Historica. Po nim badali rękopis Tadeusz Wojciechowski i Wojciech Kętrzyński. Ten ostatni jako czwarty opublikował rocznik (z własnymi poprawkami) w piątym tomie Monumenta Poloniae Historica w roku 1888.
Po II wojnie światowej nie zwrócono Rękopisu berlińskiego Polsce. Na prośbę Uniwersytetu Jagiellońskiego sporządzono fotografie i przerys rękopisu. Do ich wykonania zastosowano w Tybindze ówczesne zdobycze techniki, między innymi rekonstruowano tekst w promieniach podczerwonych. Badania te opracował krytycznie Władysław Semkowicz. W 1962 roku tekst tak zachowany, jak i w części zrekonstruowany wydała Brygida Kürbis – w zbiorze Roczników wielkopolskich.

## Tytuł
Odkrywca rękopisu, Georg Heinrich Pertz, umieścił karty w teczce bibliotecznej, którą zatytułował Annalium Lubinensium et necrologa fragmenta saec. XIII. Pierwsi wydawcy – Richard Roepell i Wilhelm Arndt – nadali rocznikowi tytuł Annales Lubinenses, który przyjął się w nauce. Polski tytuł nadał dziełu August Bielowski w 1872 roku, nazywając tekst Rocznikiem lubińskim. Oba tytuły, polski i łaciński, używane są w pracach współczesnych badaczy.

## Okoliczności i czas powstania
Opactwo w Lubiniu, najprawdopodobniej fundacji Bolesława Śmiałego, zachowywało najlepsze tradycje typowego benedyktyńskiego skryptorium, wywodzące się z własnej macierzy – klasztoru św. Wawrzyńca w Liège (Leodium). Najstarszym znanym zabytkiem biblioteki lubińskiej był Ewangeliarz z XI wieku, który zaginął w wieku XX. Księga Bracka benedyktynów lubińskich była prowadzona w tamtejszym skryptorium od wieku XI, a zachowała się w rękopisie XIII-wiecznym. Tekst Nekrologu znany jest z XV-wiecznego rękopisu, ale swoimi wpisami sięga początków klasztoru, podobnie jak Martyrologium. Zachowały się również średniowieczne księgi biblijne i liturgiczne spisane w opactwie. Ze skryptorium lubińskiego pochodzi także wiele średniowiecznych dokumentów, włącznie z najstarszym znanym, datowanym na rok 1230. Niektórzy uczeni wiążą z Lubiniem Galla Anonima, autora XII-wiecznej Kroniki polskiej, choć teza ta jest kwestionowana przez większość badaczy.
Po ponad stuleciu od założenia klasztoru mnisi postanowili spisać najważniejsze informacje historyczne dotyczące opactwa w jednym miejscu, łącząc je jednocześnie z najważniejszymi wiadomościami z historii Polski. Jak ustalili badacze, w XIII wieku Rocznik był prowadzony w skryptorium lubińskim przez dwóch kolejnych autorów.

## Zawartość
Recto pierwszej karty zawiera zapiski z lat 1143-1159. Na odwrotnej stronie karty znajdują się zapiski z lat 1160-1176. Na drugiej karcie strona recto zawiera obcięte po lewej stronie kolumny dat i początki wyrazów, z prawej strony zaś część tekstu. Zachowały się daty dzienne i fragmenty zapisek. Te daty dzienne odpowiadają datom Wielkanocy w latach 1248-1257. Na stronie verso brak jest dat rocznych, dziennych oraz początków zapisek. Rekonstrukcja tekstu ostatniej zapiski pomieszczonej na tej stronie pozwala ją datować, przez porównanie z późniejszymi rocznikami, na rok 1274.
Przerwa chronologiczna w Roczniku między latami 1175 a 1247 powstała wskutek zaginięcia środkowej karty. Czwarta karta, również zaginiona, była najprawdopodobniej pierwszą chronologicznie i zawierała zapiski sprzed roku 1143, przypuszczalnie z X i XI wieku, w tym wpis o założeniu klasztoru w Lubiniu.

## Źródła i znaczenie

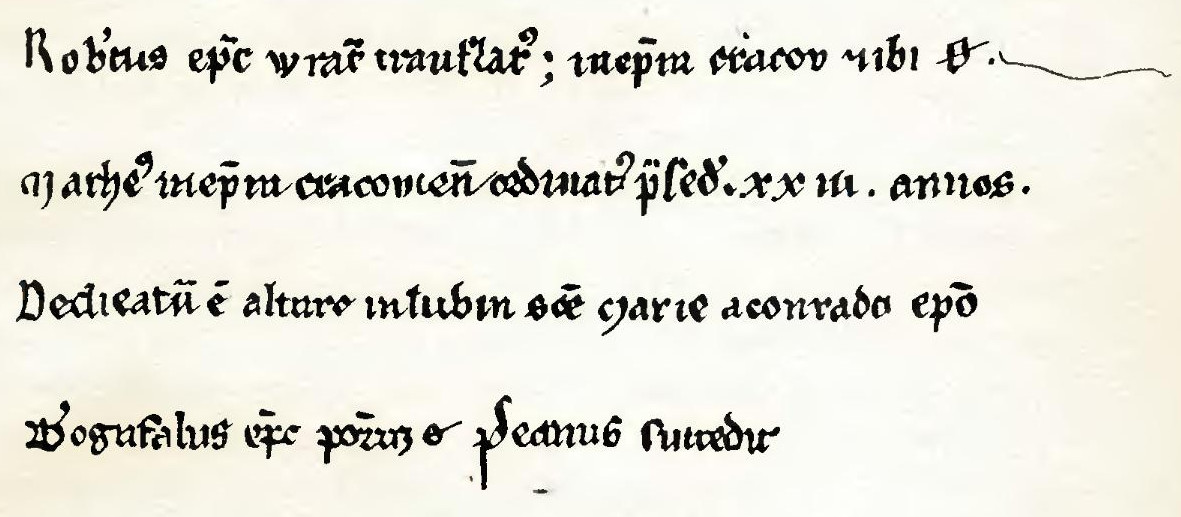
Rocznik lubiński. XIX-wieczna litografia Rękopisu berlińskiego, Królewska Biblioteka w Berlinie.

Badania nad źródłami informacji zapisek w Roczniku lubińskim nie przyniosły jak dotąd jednoznacznych rezultatów. W świetle aktualnego stanu badań wydaje się, że zakładając Rocznik benedyktyni posłużyli się wypisem z jakiegoś starszego rocznika. Nie wyjaśniono, czy był to zaginiony rocznik prowadzony lokalnie w Lubiniu lub Poznaniu, czy też sprowadzony specjalnie ekscerpt z annalistyki krakowskiej lub czeskiej. Informacje ogólnopolskie zachowane w Roczniku lubińskim są wspólne z Rocznikiem świętokrzyskim i Rocznikiem kapituły krakowskiej, chociaż różnią się formą oraz zastosowanym słownictwem.
Po wpisaniu do Rocznika lubińskiego wiadomości sprzed jego założenia, pochodzących z nieznanego ekscerptu, rocznik był prawdopodobnie prowadzony na bieżąco i stał się typowym dziełem lokalnym, pozostającym (o ile pozwalają na taką tezę zachowane szczątki) raczej na uboczu głównego nurtu historiografii polskiej. Część przekazanych w nim informacji znajduje potwierdzenie w późniejszej historiograficznej tradycji wielkopolskiej, część zachowała się jedynie na kartach tego rocznika.
Tylko z tego źródła pochodzą przede wszystkim wiadomości o dziejach opactwa lubińskiego – kolejnych opatach i wydarzeniach klasztornych, takich jak konsekracja ołtarza, usunięcie opata przez zbuntowanych mnichów czy budowa nowego refektarza. Również informacje o sukcesji biskupów poznańskich w XII wieku nie są znane skądinąd. Aż trzech wymienionych w roczniku biskupów (Pean, Radwan i Cherubin) było kanclerzami Mieszka Starego, co skłaniało badaczy do tezy, że dokumenty kancelaryjne z tamtych czasów tworzono i przechowywano w Lubiniu, a następnie przeniesiono do Rocznika. Niektóre zapiski wielkopolskie są też odmienne treściowo od opisów w innych dziełach historycznych, na przykład podane w Roczniku szczegóły o oblężeniu Poznania przez Władysława Wygnańca w roku 1146 były nieznane Wincentemu Kadłubkowi.
Wartość źródłowa Rocznika uważana jest za znaczną, zwłaszcza w połączeniu z innymi dziełami skryptorium lubińskiego, przede wszystkim z Księgą bracką. Dzieła te świadczą o wielkiej aktywności pisarskiej klasztoru w XIII wieku i jego roli w życiu kulturalnym, gospodarczym, społecznym i politycznym ówczesnej Wielkopolski. Zachowany w niewielkiej części Rocznik jest jednym z najstarszych pomników polskiej historiografii, a badacze rękopisów jego autograf określają jako prawdopodobnie najstarszy zachowany, autentyczny zabytek polskiej annalistyki.